# Lasioglossum occultum
Lasioglossum occultum är en biart som först beskrevs av Joseph Vachal 1904.  Lasioglossum occultum ingår i släktet smalbin, och familjen vägbin. Inga underarter finns listade i Catalogue of Life.